# M42 Duster
Не варто плутати з компактним кросовером-позашляховиком Duster виробництва компанії Renault
M42 «Дастер» (англ. M42 Duster) — зенітна самохідна установка виробництва американської компанії Cadillac Motor Car Division 1950-х років. База ЗСУ розроблялась на основі легкого танка M41 Walker Bulldog з встановленням двогарматної башти M4E1 відкритого типу, озброєної 40-мм зенітними гарматами Bofors L60.

## Історія створення та служби
Після завершення Другої світової війни в армії США практично не залишилося самохідних зенітних установок, у військах лишалася незначна кількість М16 і М19. Втім, коли на Корейському півострові комуністи розв'язали масштабну війну, американському військово-промисловому комплексу довелося терміново розпочинати розробку нової ЗСУ, яка отримала кодове найменування T141. Машина створювалася на базі легкого танка M41 і в 1952 році була стандартизована і пішла в серійне виробництво під позначенням M42, відома також під назвою M42 Duster.
У 1953 році на озброєння армії США надійшли перші зразки ЗСУ M42, які призначалася для боротьби з літаками, що низько летять, а також для стрільби по наземних цілях — бронетранспортерах, скупченнях піхоти тощо.
При розробці машини конструктори не вносили кардинальних змін у базову конфігурацію бойової машини M41, замість танкової башти на роликові опорі трохи ближче до переднього краю була встановлена башта відкритого типу кругового обертання з двома спареними 40-мм зенітними автоматичними гарматами «Бофорс». У носовій частині корпусу справа розміщувався командир машини. Між командиром і механіком розташовувалася частина боєкомплекту, для кращого доступу до якого в носовій частині корпусу був передбачений люк.
Основним озброєнням зенітної самохідної установки були 40-мм автоматичні гармати М2А1, які являли собою ліцензований варіант знаменитої шведської зенітної гармати Bofors L60, яка розійшлася по всьому світу і перебувала на озброєнні багатьох країн. Скорострільність гармат становила 240 пострілів на хвилину, при цьому після 100 пострілів на ствол пропонувалося робити зупинку в стрільбі, оскільки охолодження стволів було повітряним. На кінцях ствола встановлювалися масивні полум'ягасники, які в ході бойових дій у В'єтнамі, як правило, на багатьох установках демонтувались обслугою.
Боєкомплект установки складався з 480 пострілів. Висота ураження повітряних цілей становила 5000 метрів, при стрільбі по наземних цілях сягала 9500 метрів. Кути наведення гармат були від -5 до +85 градусів. Поворот башти можна було здійснювати як в ручному режимі, так і за допомогою електрогідравлічного приводу, при цьому виграш у швидкості був незначним (10,5 секунд в ручному режимі проти 9 секунд на поворот башти на 360 градусів електроприводом).
Силова установка ЗСУ M42 Duster — шестициліндровий карбюраторний двигун повітряного охолодження AOS-895-3 фірми «Континентал» або «Лайкомінг», який розвивав потужність 368 кВт при 2800 об/хв. і забезпечував рух по дорогах з твердим покриттям з максимальною швидкістю 72,4 км/год.
У 1956 році ЗСУ M42 Duster були модернізовані шляхом установки двигуна «Континентал» AOSI-895-5 з системою безпосереднього вприскування палива. Ця модифікація зенітної самохідної установки отримала позначення M42A1.
Серійне виробництво здійснювалося на танковому заводі компанії GM у Клівленді. До грудня 1960 року було випущено 3700 одиниць зенітних самохідних установок.
Перші зразки ЗСУ почали надходити у війська в 1953 році, але взяти участь у Корейській війні машина не встигла. Після завершення бойових дій на Корейському півострові хутко пройшло переозброєння підрозділів військової ППО на нові зенітні установки. І з початком В'єтнамської війни зенітні самохідні установки M42 Duster, що перебували на озброєнні в американських дивізіях взяли найактивнішу участь у воєнних діях. Відповідно до штату кожної механізованої і танкової дивізії американської армії включили по дивізіону ЗСУ M42, всього 64 установки. Пізніше дивізіони самохідних зеніток M42 ввели і до складу американських повітрянодесантних дивізій. При цьому десантування установок парашутним способом не допускалося, розрахунок був на доставку важкою транспортною авіацією на захоплені аеродроми.

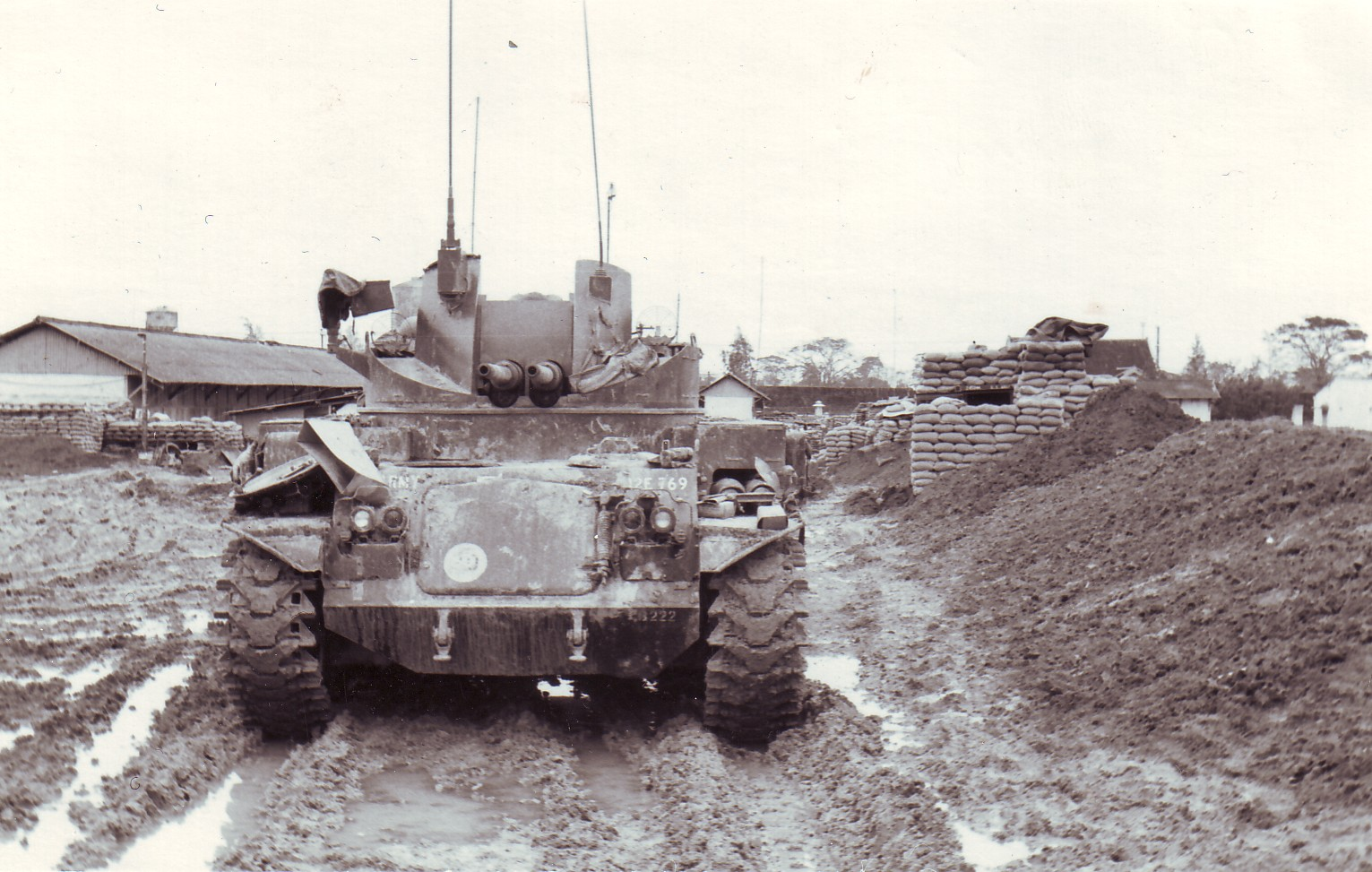
ЗСУ M42 Duster у захищеному табору біля міста Куангчі. В'єтнам. Лютий 1968

Основним завданням M42 Duster була боротьба з повітряними цілями, але за відсутності таких вони були досить ефективні і проти наземних цілей. 40-мм автоматичні гармати дозволяли впевнено боротися з піхотою, а також військовою технікою противника, в тому числі легкоброньованими цілями.
Спеціально для дій у темний час доби дивізіони, озброєні ЗСУ M42 Duster, оснащувалися прожекторними батареями двох типів: 23-дюймовими і більш досконалими 30-дюймовими прожекторами (76 см AN/TVS-3).
Завдяки високій швидкострільності машина добре впоралася зі своїм завданням, однак фахівці дуже швидко побачили всі її недоліки. Як наслідок цього, була розроблена низка програм щодо поліпшення базової машини, але вони не дали ніякого результату. Все закінчилося тим, що в американській армії майже всі M42 Duster були замінені зенітними самохідними установками M163 «Вулкан», оснащених шестиствольною гарматою «Вулкан» зі швидкострільністю 3000 пострілів на хвилину.

## Країни-експлуатанти
- Сухопутні війська Австрії — 38 од. M42A1 (зняті з озброєння у 1992 році)
- Сухопутні війська Венесуели
- Сухопутні війська Греції — були прийняті від Бундесверу; зняті з озброєння
- Сухопутні війська Йорданії
- Сухопутні війська Лівану — перебували на озброєнні у 1958—1984 роках. Передавалися Армії Вільного Лівану, Руху незалежних насеристів, Народній Визвольній армії Лівану, Ліванській Арабській армії, Міліції тигрів, Гвардії кедрів, Силам регулювання Катаїба, Ліванським міліційним силам
- Сухопутні війська Пакистану
- Сухопутні війська Китайської Республіки та Корпус морської піхоти Китайської Республіки
- Сухопутні війська Таїланду
- Сухопутні війська Тунісу
- Сухопутні війська Туреччини — замінені на ЗСУ KORKUT розробки компанії ASELSAN
- Сухопутні війська Німеччини — замінені на ЗСУ власного виробництва «Гепард»
- Сухопутні війська Японії